# Piper ovatibaccum
Piper ovatibaccum är en pepparväxtart som beskrevs av C. Dc.. Piper ovatibaccum ingår i släktet Piper och familjen pepparväxter. Inga underarter finns listade i Catalogue of Life.